# Fatty som Grovsmed
Fatty som Grovsmed er en amerikansk stumfilm fra 1917 af Roscoe Arbuckle.

## Medvirkende
- Roscoe 'Fatty' Arbuckle
- Buster Keaton
- Al St. John
- Alice Lake
- Joe Keaton